# Parvipelvia
Parvipelvia  Motani, 1999 (dal latino, "piccola pelvi") è un clade estinto di rettili marini appartenenti agli ittiosauri, vissuti tra il Triassico superiore e l'inizio del Cretacico superiore (Norico - Cenomaniano, circa 210  - 100 milioni di anni fa), i cui resti fossili sono stati ritrovati in tutti i continenti con l'eccezione di Africa e Antartide.

## Tassonomia
Il clade venne descritto per la prima volta nel 1999 da Ryosuke Motani, per accogliere alcune forme basali (Macgowania e Hudsonelpidia) e numerosi ittiosauri più derivati. Un'analisi di Maisch e Matzke del 2000 riscontrò 7 sinapomorfie (caratteristiche derivate comuni) del clade, sufficienti a determinarne l'esistenza. Nello stesso studio furono trovate anche 10 sinapomorfie che avvalorarono l'esistenza di un altro clade di ittiosauri post-triassici (tutti i Parvipelvia con l'eccezione di Macgowania e Hudsonelpidia), denominato Neoichthyosauria.
Il clade Parvipelvia è un taxon definito nel 1999 come "l'ultimo antenato comune di Hudsonelpidia, Macgowania, Ichthyosaurus e tutti i loro discendenti". Lo studio di Maisch e Matzke del 2000 definì inoltre il clade Neoichthyosauria come un taxon denominato per la prima volta da P. Martin Sander nel 2000, come "l'ultimo antenato comune di Temnodontosaurus trigonodon e Ophthalmosaurus icenicus e tutti i loro discendenti". I cladogrammi seguenti si basano sugli studi di Motani (1999) e Maisch e Matzke (2000):
|                                  | Suevoleviathan                                                                                    |
|                                  |                                                                                                   |
| Neoichthyosauria (by definition) | \| \| Eurhinosauria \| \| \| \| \| \| Temnodontosaurus \| \| \| \| \| \| Thunnosauria \| \| \| \| |
|                                  | \| \| Eurhinosauria \| \| \| \| \| \| Temnodontosaurus \| \| \| \| \| \| Thunnosauria \| \| \| \| |
|                                  | Eurhinosauria                                                                                     |
|                                  |                                                                                                   |
|                                  | Temnodontosaurus                                                                                  |
|                                  |                                                                                                   |
|                                  | Thunnosauria                                                                                      |
|                                  |                                                                                                   |

|  | Eurhinosauria    |
|  |                  |
|  | Temnodontosaurus |
|  |                  |
|  | Thunnosauria     |
|  |                  |

|                                  | Suevoleviathan                                                                                    |
|                                  |                                                                                                   |
| Neoichthyosauria (by definition) | \| \| Eurhinosauria \| \| \| \| \| \| Temnodontosaurus \| \| \| \| \| \| Thunnosauria \| \| \| \| |
|                                  | \| \| Eurhinosauria \| \| \| \| \| \| Temnodontosaurus \| \| \| \| \| \| Thunnosauria \| \| \| \| |
|                                  | Eurhinosauria                                                                                     |
|                                  |                                                                                                   |
|                                  | Temnodontosaurus                                                                                  |
|                                  |                                                                                                   |
|                                  | Thunnosauria                                                                                      |
|                                  |                                                                                                   |

|  | Eurhinosauria    |
|  |                  |
|  | Temnodontosaurus |
|  |                  |
|  | Thunnosauria     |
|  |                  |

|                                  | Suevoleviathan                                                                                    |
|                                  |                                                                                                   |
| Neoichthyosauria (by definition) | \| \| Eurhinosauria \| \| \| \| \| \| Temnodontosaurus \| \| \| \| \| \| Thunnosauria \| \| \| \| |
|                                  | \| \| Eurhinosauria \| \| \| \| \| \| Temnodontosaurus \| \| \| \| \| \| Thunnosauria \| \| \| \| |
|                                  | Eurhinosauria                                                                                     |
|                                  |                                                                                                   |
|                                  | Temnodontosaurus                                                                                  |
|                                  |                                                                                                   |
|                                  | Thunnosauria                                                                                      |
|                                  |                                                                                                   |

|  | Eurhinosauria    |
|  |                  |
|  | Temnodontosaurus |
|  |                  |
|  | Thunnosauria     |
|  |                  |

|                                  | Suevoleviathan                                                                                    |
|                                  |                                                                                                   |
| Neoichthyosauria (by definition) | \| \| Eurhinosauria \| \| \| \| \| \| Temnodontosaurus \| \| \| \| \| \| Thunnosauria \| \| \| \| |
|                                  | \| \| Eurhinosauria \| \| \| \| \| \| Temnodontosaurus \| \| \| \| \| \| Thunnosauria \| \| \| \| |
|                                  | Eurhinosauria                                                                                     |
|                                  |                                                                                                   |
|                                  | Temnodontosaurus                                                                                  |
|                                  |                                                                                                   |
|                                  | Thunnosauria                                                                                      |
|                                  |                                                                                                   |

|  | Eurhinosauria    |
|  |                  |
|  | Temnodontosaurus |
|  |                  |
|  | Thunnosauria     |
|  |                  |

|  | Leptopterygiidae                                                |
|  |                                                                 |
|  | \| \| Suevoleviathan \| \| \| \| \| \| Thunnosauria \| \| \| \| |
|  |                                                                 |
|  | Suevoleviathan                                                  |
|  |                                                                 |
|  | Thunnosauria                                                    |
|  |                                                                 |

|  | Suevoleviathan |
|  |                |
|  | Thunnosauria   |
|  |                |

|  | Leptopterygiidae                                                |
|  |                                                                 |
|  | \| \| Suevoleviathan \| \| \| \| \| \| Thunnosauria \| \| \| \| |
|  |                                                                 |
|  | Suevoleviathan                                                  |
|  |                                                                 |
|  | Thunnosauria                                                    |
|  |                                                                 |

|  | Suevoleviathan |
|  |                |
|  | Thunnosauria   |
|  |                |

|  | Leptopterygiidae                                                |
|  |                                                                 |
|  | \| \| Suevoleviathan \| \| \| \| \| \| Thunnosauria \| \| \| \| |
|  |                                                                 |
|  | Suevoleviathan                                                  |
|  |                                                                 |
|  | Thunnosauria                                                    |
|  |                                                                 |

|  | Suevoleviathan |
|  |                |
|  | Thunnosauria   |
|  |                |

|  | Leptopterygiidae                                                |
|  |                                                                 |
|  | \| \| Suevoleviathan \| \| \| \| \| \| Thunnosauria \| \| \| \| |
|  |                                                                 |
|  | Suevoleviathan                                                  |
|  |                                                                 |
|  | Thunnosauria                                                    |
|  |                                                                 |

|  | Suevoleviathan |
|  |                |
|  | Thunnosauria   |
|  |                |